# Э̄
Э̄ (minúscula э̄; cursiva: Э̄ э̄) es una letra del alfabeto cirílico.
Es utilizada en los idiomas aleutiano (en el dialecto Bering), evenki, mansi, nanai, negidal, orok, ulch, sami kildin, selkup y checheno.